# Agrupación Deportiva Torrejón Club de Fútbol
La Agrupación Deportiva Torrejón Club de Fútbol es un equipo de fútbol de España, de la localidad de Torrejón de Ardoz en la Provincia de Madrid. El equipo fue fundado en 2002 y es heredero de la AD Torrejón cuya fundación data de 1953. Su sección masculina juega en la Tercera división española , mientras que el equipo femenino jugó en la Segunda División Femenina de España hasta que en el año 2012, tras conseguir el ascenso a Primera División Femenina de España, dicha sección femenina fue disuelta por falta de apoyo económico.

## Historia
La AD Torrejón CF se funda el año 2002 tras la fusión de la AD Torrejón y el Torrejón CF. El nuevo club debuta en Preferente con el ascenso a Tercera División y un sexto puesto en la temporada siguiente que hacía creer realmente en posibilidades de alcanzar la añorada Segunda B, pero la temporada 2004-2005 se desciende a categoría Regional Preferente, donde ha militado, exceptuando la temporada 2007-2008 donde el equipo quedó en última posición de la Tercera División y volviendo descender a categoría Regional Preferente.
En la temporada 2012-2013 con Mariano Martínez Tragacete como entrenador, se logra el ascenso a Tercera División tras quedar en segunda posición. En la temporada 2013-2014 se logra el difícil objetivo permanencia dado que descendían seis equipos, tras una dura temporada el equipo logra la salvación en la jornada 41 tras golear 7-0 al Real Club Deportivo Carabanchel quedando en la decimosexta posición de la liga. 
La temporada 2014-2015 comienza con la destitución del entrenador Mariano Martínez. Miguel Ángel Galán presidente de la CENAFE se hace cargo del banquillo y la dirección técnica. Tras cinco primeras jornadas dimite como entrenador y César Mendiondo se hace cargo del equipo, que hasta la décima jornada no gana su primer partido, lo que viene a ser su peor arranque ligero de la historia. En esa temporada el equipo acabó último en la clasificación con veinte puntos, descendiendo a la Regional Preferente

## Trayectoria histórica en categoría nacional
| Temporada | División                                  | Posición |
| --------- | ----------------------------------------- | -------- |
| 2003-2004 | Tercera División                          | 5        |
| 2004-2005 | Tercera División                          | 19       |
| 2005-2007 | Divisiones Regionales                     |          |
| 2007-2008 | Tercera División                          | 20       |
| 2008-2013 | Divisiones Regionales                     |          |
| 2013-2014 | Tercera División                          | 16       |
| 2014-2015 | Tercera División                          | 20       |
| 2015-2016 | Regional Preferente Aficionados (Grupo 1) | 14       |
| 2016-2017 | Regional Preferente Aficionados (Grupo 1) | 14       |
| 2017-2018 | Regional Preferente Aficionados (Grupo 1) | 5        |
| 2018-2019 | Regional Preferente Aficionados (Grupo 1) | 2        |
| 2019-2020 | Tercera División                          | 14       |
| 2020-2021 | Tercera División                          | 6        |
| 2021-2022 | Tercera División                          | 10       |

## Equipo femenino
La AD Torrejón CF contaba, hasta verano de 2014 con un equipo femenino que ha jugado varias veces en la Primera División Femenina de España, llegando a ser subcampeón de esta competición en la temporada 1999/00, cuando aún se denominaba AD Torrejón.
Esta sección fue drásticamente reducida en el verano de 2013 para desaparecer finalmente un año después.

## Uniforme
- Primera equipación: Camiseta roja con franja diagonal blanca, pantalón y medias azules.
- Segunda equipación: Camiseta azul con franja diagonal blanca, pantalón y medias rojas.

## Estadio
Actualmente la AD Torrejón CF juega sus partidos en Estadio Las Veredillas. El campo, situado en Torrejón de Ardoz, cuenta con un graderío techado con una capacidad para 500 personas.

## Datos del club
- Temporadas en 3.ª: 6
- Mejor puesto en la liga: 6º (3.ª, Temporada 2003-2004)